# Твейзелерейде
Твейзелерейде (нід. Twijzelerheide) — село в нідерландській провінції Фрисландія. Входить до муніципалітету Ахткарспелен.
Його площа — 6,32 км², а населення станом на 2021 рік становило 1775 осіб.
Перша згадка про населений пункт датується 1718 роком.

## Галерея

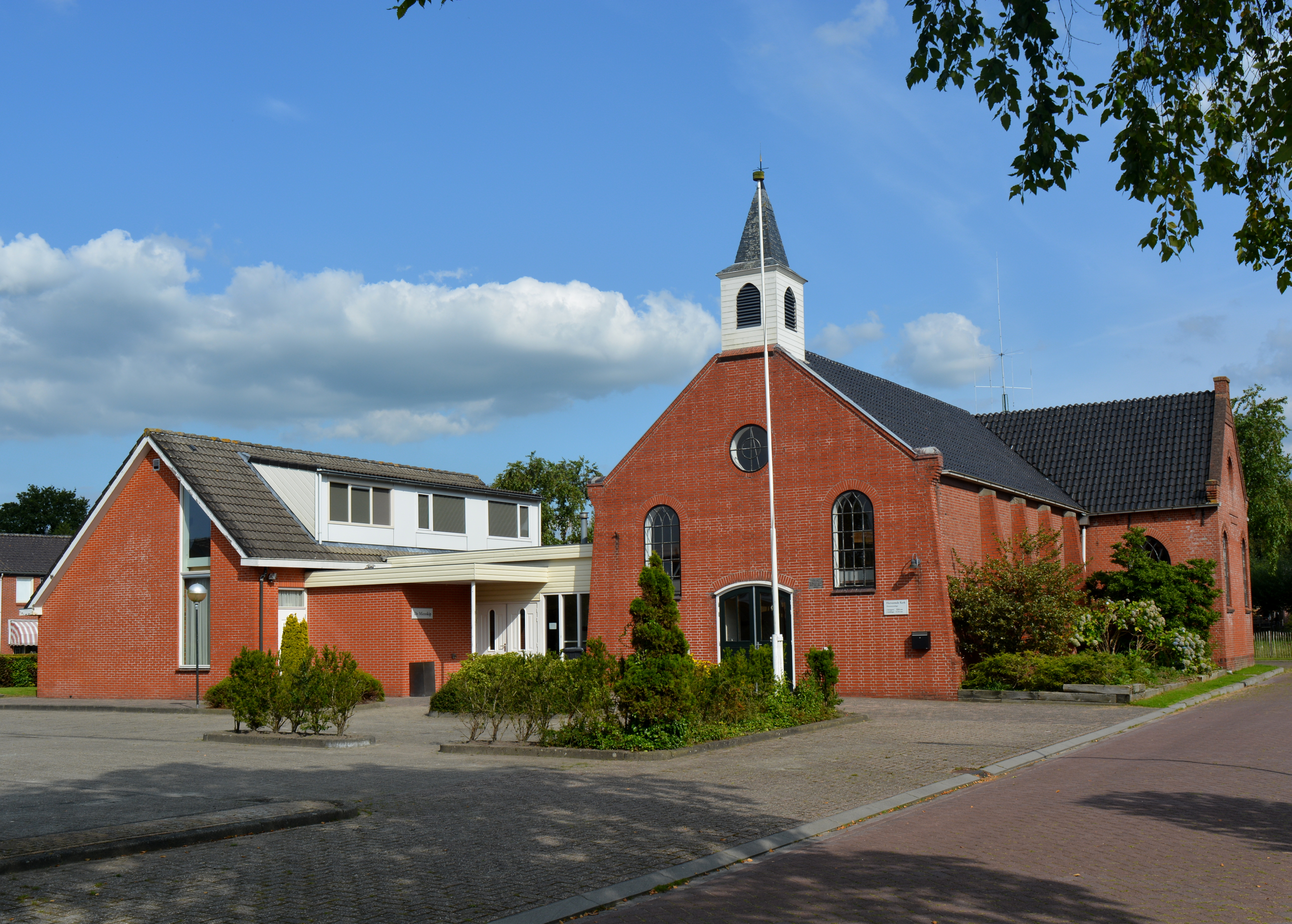
Реформістська церква
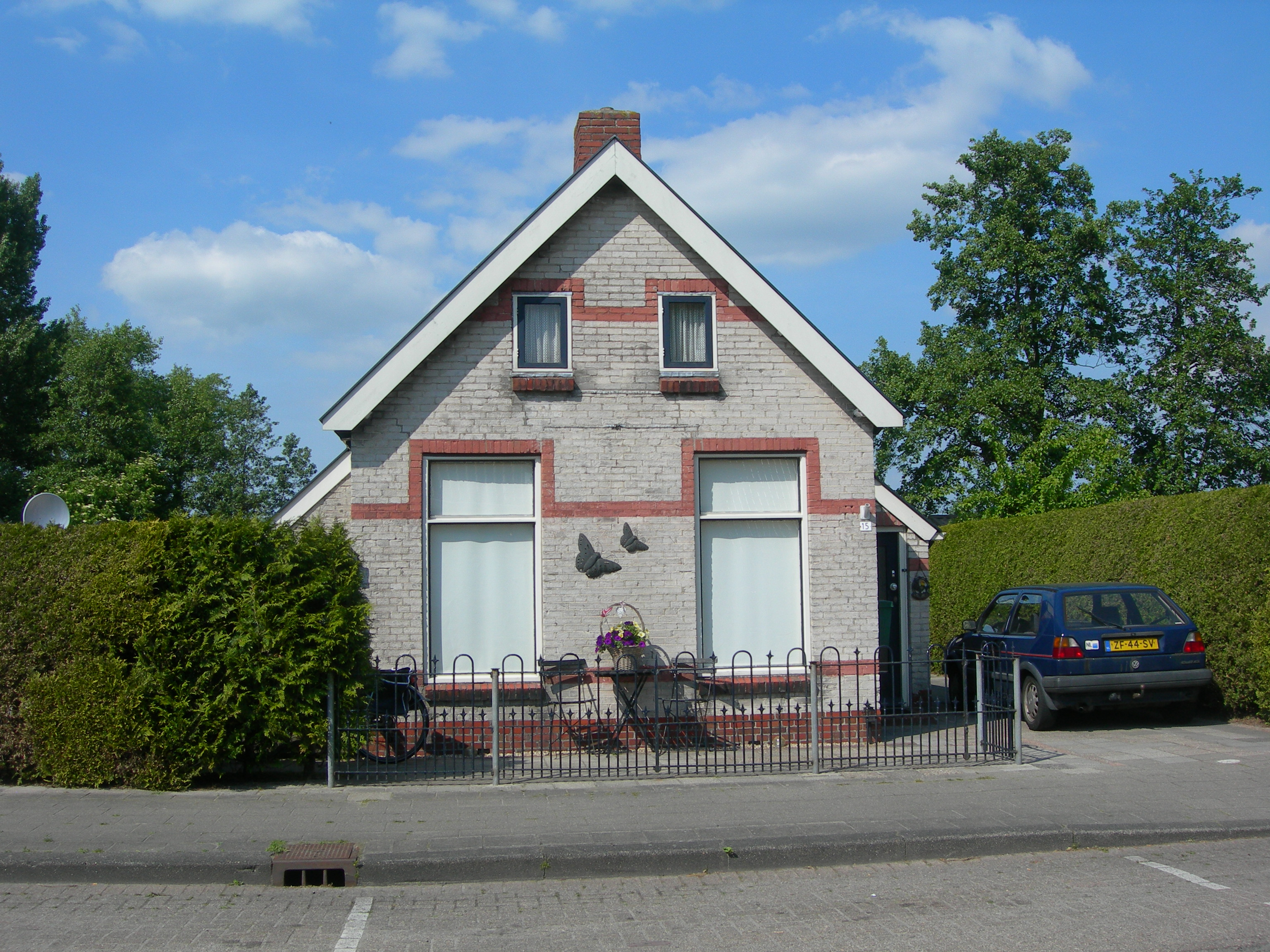
Сільський будинок
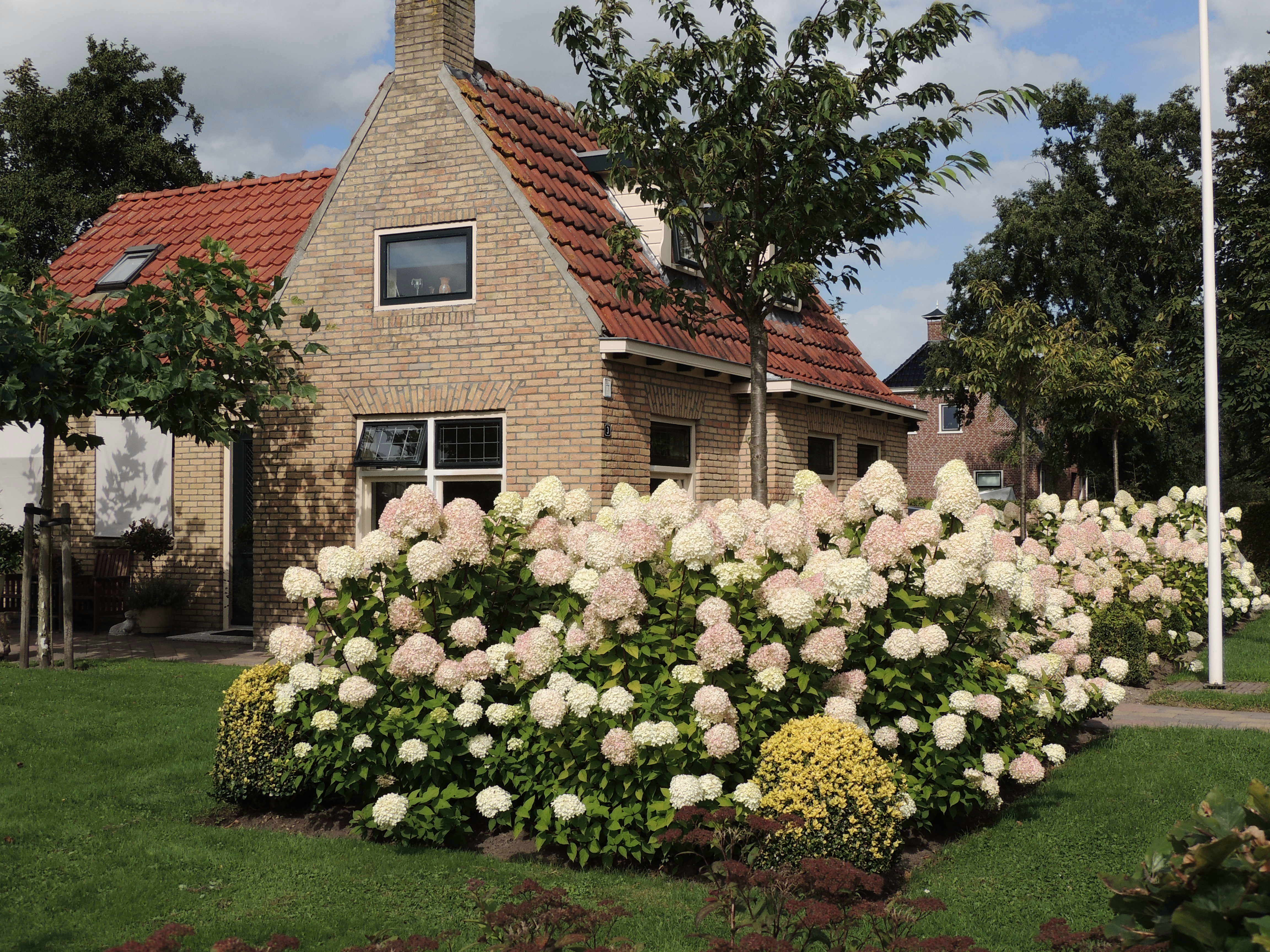
Квітник